# James Giffen
James Henry Giffen (Stockton, 22 marzo 1941 – New York, 29 ottobre 2022) è stato un dirigente d'azienda statunitense.
Considerato un'autorità nel commercio tra USA e URSS, è fondatore e presidente della Mercator Corporation. È il principale imputato per gli 80 milioni di dollari di corruzione dello scandalo Kazakhgate, la più grande indagine degli Stati Uniti mai fatta oltremare, in un caso di corruzione. 

## Biografia
Giffen ha avuto legami con l'URSS sin dal 1970. Dopo essersi laureato, ha lavorato per una società controllata dall'Armco Steel, sviluppando un rapporto con il capo della Armco nonché futuro segretario statunitense al commercio C. William Verity Jr. Durante la Guerra Fredda, Giffen è stato strumentale nella creazione di diverse società americane di commercio multi-consorzio (le grandi imprese come RJR Nabisco, Chevron, Eastman Kodak, Johnson & Johnson e Archer Daniels Midland) e ai negoziati che portarono all'ingresso nel mercato sovietico con i rappresentanti del presidente sovietico Mikhail Gorbachev..
Nel 1940, Giffen sposò Lucile Threlfall, la figlia vedova più anziana del primo rivale del suo datore di lavoro, Richard Threlfall. 

## Opere
- The Legal and Practical Aspects of Trade with the Soviet Union, New York, 1969.